# Lutz Büscher
Pour les articles homonymes, voir Büscher.
Lutz Büscher, né le 24 octobre 1937 à Berlin et mort le 23 mars 2007, est un réalisateur et scénariste allemand. Sa carrière se déroule uniquement à la télévision. Outre de nombreux téléfilms, il réalise plusieurs séries télévisées ou épisodes de séries télévisées allemandes : Großstadtrevier, Ein Fall für TKKG , Peter Strohm, Sonderdezernat K1, ou encore Tatort.

## Filmographie
- 1967 : Le Renard (Der Alte) (téléfilm)
- 1968 : Auch schon im alten Rom (téléfilm)
- 1968 : Die Entwaffnung (téléfilm)
- 1969 : Jean der Träumer (téléfilm)
- 1970 : Abseits (téléfilm)
- 1970 : Die Perle - Aus dem Tagebuch einer Hausgehilfin (série télévisée, 5 épisodes)
- 1970 : Abiturienten (téléfilm)
- 1974 : Maß für Maß (téléfilm)
- 1974 : Der Verrat (téléfilm)
- 1975 : Armer Richard (téléfilm)
- 1975 : Hahnenkampf (téléfilm)
- 1976 : Das Fräulein von Scuderi (téléfilm)
- 1976 : Den lieben langen Tag (série télévisée, 1er épisode)
- 1977 : Tatort (série télévisée)
- 1978 : Ein Mord am Lietzensee (téléfilm)
- 1980 : Kein Geld für einen Toten (téléfilm)
- 1981 : Die Baronin - Fontane machte sie unsterblich (téléfilm)
- 1982 : Sonderdezernat K1 (série télévisée, 1er épisode)
- 1983 : Tatort – Roulette mit 6 Kugeln (série télévisée, 2 épisodes)
- 1984 : Titanic (téléfilm)
- 1985 : Zwischen den Zeiten (téléfilm)
- 1985-1987 : Ein Fall für TKKG (série télévisée, 12 épisodes)
- 1986 : Die Stunde des Léon Bisquet (téléfilm)
- 1987 : Sturmflut (téléfilm)
- 1989-1991 : Peter Strohm (série télévisée, 2 épisodes)
- 1991 : Großstadtrevier (série télévisée, 3 épisodes)
- 1994 : Lutz & Hardy (série télévisée, 17 épisodes)